# Wayne McLaren
Wayne McLaren (12 de setembro de 1940 — 22 de julho de 1992) foi um modelo, ator e dublê e peão de rodeio americano.

## Biografia
McLaren trabalhou como dublê e peão de rodeio antes de ser contratado para aparecer em anúncios da Marlboro. Em 1976, ele posou para a famosa campanha publicitária "Marlboro Man".
Após desenvolver câncer de pulmão em 1990, McLaren tornou-se ativista antitabaco, culpando seu hábito de fumar por 30 anos como a causa do câncer. Durante essa fase, a Philip Morris negou que McLaren tenha aparecido em comerciais de sua marca de cigarros. Em resposta, o modelo apresentou uma declaração juramentada da agência de talentos que o representava, além de um contracheque que detalhava que ele fora pago pela aparição em um anúncio da Marlboro.
Pouco antes de sua morte, um comercial de televisão foi filmado mostrando imagens de McLaren como o cowboy justapostas com imagens dele na cama do hospital; seu irmão, Charles McLaren, providenciou uma narração sobre os perigos de fumar, observando que a indústria do tabaco promove um "estilo de vida independente...", antes de concluir perguntando, "Morrendo com todos aqueles tubos em você, como você pode estar realmente independente?".

## Filmografia
| Filme     | Filme               | Filme          | Filme               |
| Ano       | Filme               | Papel          | Observações         |
| --------- | ------------------- | -------------- | ------------------- |
| 1969      | Paint Your Wagon    |                | Dublê Não-creditado |
| 1972      | The Honkers         | Everett        |                     |
| 1972      | Junior Bonner       |                |                     |
| 1972      | Cry for Me, Billy   | Soldier        | Stunts              |
| Televisão |                     |                |                     |
| Ano       | Título              | Papel          | Observações         |
| 1968      | Mission: Impossible | Artie Calvitos | 2 episodes          |
| 1969      | The Mod Squad       | Miller         | 1 episódio          |
| 1971      | The F.B.I.          | Jay Yarborough | 1 episódio          |
| 1971      | Cannon              |                | Filme televisivo    |
| 1972–1973 | Cannon              |                | 2 episódios         |
| 1973      | Gunsmoke            | Homer          | 1 episódios         |